# Old Saybrook
Old Saybrook ist eine Stadt im Middlesex County im US-Bundesstaat Connecticut in den Vereinigten Staaten. In der Stadt leben 10.512 Einwohner (Stand: 2005) auf einer Fläche von 56,0 km². 
Die berühmteste Bewohnerin Old Saybrooks war die Schauspielerin Katharine Hepburn, die zeitlebens in Fenwick, einem küstennahen Ortsteil von Old Saybrook, einen Wohnsitz unterhielt und dort im Jahre 2003 auch starb. Zu Ehren der Schauspielerin wurde die alte Stadthalle von Old Saybrook, die ursprünglich 1911 eröffnet wurde, zum „The Katharine Hepburn Cultural Arts Center“ umgebaut. Das kurz „The Kate“ genannte Gebäude verfügt über eine Theaterbühne mit 250 Zuschauerplätzen und ein kleines Museum. „The Kate“ wurde 2009 eröffnet. 

## Söhne und Töchter der Stadt
- Ann Petry (1908–1997), Schriftstellerin
- Alexis Sablone (* 1986), Skateboarderin